# Indonesia AirAsia Flight 8501
Indonesia AirAsia Flight 8501 (QZ8501/AWQ8501) var en reguljär passagerarflygtur, genomförd av AirAsias regionala flygbolag Indonesia AirAsia, från Surabaja i Indonesien, till Singapore.  Den 28 december 2014 havererade flygplanet, en Airbus A320-216 med 155 passagerare och sju besättningsmän ombord.  Vrakdelar och kroppar hittades två dagar senare i Javasjön.
I december 2015 gav den indonesiska National Transportation Safety Committee (KNKT eller NTSC) ut en haveriutredning som fastslog att ett mindre icke-kritisk felfunktion i styrsystemet för planets rodersystem hade uppstått. Detta gjorde att planets kapten genomförde en extraordinär omstart av planets flygdator. Piloterna förlorade då kontrollen över flygplanet som hamnade i överstegring (stall) och en okontrollerbar dykning mot havet. Missförstånd i kommunikationen mellan de två piloterna angavs som en bidragande orsak.